# Martin Earley
Martin Earley (Dublín, 15 de juny de 1962) és un ciclista irlandès, ja retirat, que fou professional entre 1985 i 1996. Els seus principals èxits esportius foren una victòria d'etapa al Tour de França de 1989, una al Giro d'Itàlia de 1986 i el Campionat nacional en ruta de 1994. Va prendre part en dues edicions dels Jocs Olímpics d'Estiu, el 1984, a Los Angeles, on disputà les dues proves del programa de ciclisme en ruta, i el 1996, a Atlanta, on disputà la prova de ciclisme de muntanya.

## Palmarès
- 1986
  - Vencedor d'una etapa del Giro d'Itàlia
  - Vencedor d'una etapa de la Volta a Euskadi
- 1987
  - Vencedor d'una etapa de la Volta a Euskadi
- 1989
  - 1r al Memorial Tom Simpson
  - Vencedor de 2 etapes al Tour de Vaucluse
- 1991
  - Vencedor d'una etapa de la Volta a Galícia
- 1994
  -  Campió d'Irlanda de ciclisme en ruta

### Resultats al Tour de França
- 1985. 60è de la classificació general
- 1986. 46è de la classificació general
- 1987. 65è de la classificació general
- 1988. Abandona (17a etapa)
- 1989. 44è de la classificació general. Vencedor d'una etapa
- 1990. Abandona (11a etapa)
- 1991. Abandona (10a etapa)
- 1992. 80è de la classificació general

### Resultats a la Volta a Espanya
- 1987. 22è de la classificació general
- 1988. 19è de la classificació general
- 1993. Abandona (16a etapa)

### Resultats al Giro d'Itàlia
- 1986. 47è de la classificació general. Vencedor d'una etapa